# 北洋画报
《北洋画报》，创刊于1926年7月7日，由冯武越、谭北林在天津的法租界创办，是天津乃至华北地区的第一份铜版画报。1937年7月29日，北洋画报因日军占领天津而停刊，期间共出版发行11年，总计出版1,587期。在民国时期，是当时中国北方办刊持续时间最长、出版期刊数最多的综合性画报，画报为私人经营、涵盖内容广泛，被认为是民国时期北派摄影画报的翘楚。《北洋画报》与《良友》被学者认为是民国时期画报的双擘。